# Autobús Casas d'Horta a Sant Gervasi
L'autobús Casas d'Horta a Sant Gervasi era una línia d'autobús que unia aquests dos barris de Barcelona. Inaugurada el 5 de desembre de 1953, el seu recorregut s'iniciava a la plaça d'Eivissa i pel passeig de la Vall d'Hebron arribava fins al passeig de Sant Gervasi i a l'avinguda del Tibidabo.

## Història
La iniciativa d'implantar la línia va ser de la Fundació Albà, situada ben a prop de les futures Llars Mundet, amb el suport d'altres institucions i alguns grups de veïns i col·lectius religiosos de la zona. Les reivindicacions vingueren a conseqüència de la creixent importància dels equipaments assistencials, l'augment de la població i de la manca de transport públic pels barris de la Clota, el Carmel i la Teixonera, que s'havia suprimit després de la Guerra Civil espanyola. La Fundació Albà va presentar una petició a la Dirección General de Ferrocarriles, Tranvías y Transportes por Carretera el 5 de juny de 1950. També va convèncer els germans Francesc i Josep Casas i Estrada d'explotar una línia d'autobusos entre la plaça d'Eivissa i la plaça de Lesseps, i aquests van fer la sol·licitud el 23 d'octubre de 1952. El 10 de novembre de 1953 van obtenir l'autorització, però degut a unes obres que s'estaven realitzant als voltants de l'avinguda de l'Hospital Militar (actual avinguda de Vallcarca), el recorregut va restar limitat a l'encreuament del passeig de Sant Gervasi i el carrer de Balmes, i no arribà mai a la plaça de Lesseps.
A la inauguració hi van assistir autoritats civils i eclesiàstiques, beneint el cotxe inaugural el vicari d'Horta, el reverend Francesc Tena, assistit pel reverend P. Picornell de l'ermita de la Mare de Déu del Coll. Inicialment hi havia 24 serveis diaris, en ambdues direccions, des de les 7 h fins les 21 h. L'Empresa Casas va ser fundada el 1934 a Mataró pels germans Francesc i Josep Casas i Estrada. El 1974 l'empresa es constituí en societat anònima, amb el nom d'Autobuses Horta Sociedad Anónima (AUTHOSA).
No tenia número de línia, i la gent l'anomenava 'Casas' o 'Empresa Casas'. El 1987 se li assignà el número 85. El recorregut total era de 4.760 metres.

Els primers anys el nombre de passatgers no era gaire elevat, però amb la construcció de l'hospital de la Vall d'Hebron i del barri de Montbau es va incrementar significativament, especialment des dels anys 60 fins al 1975.

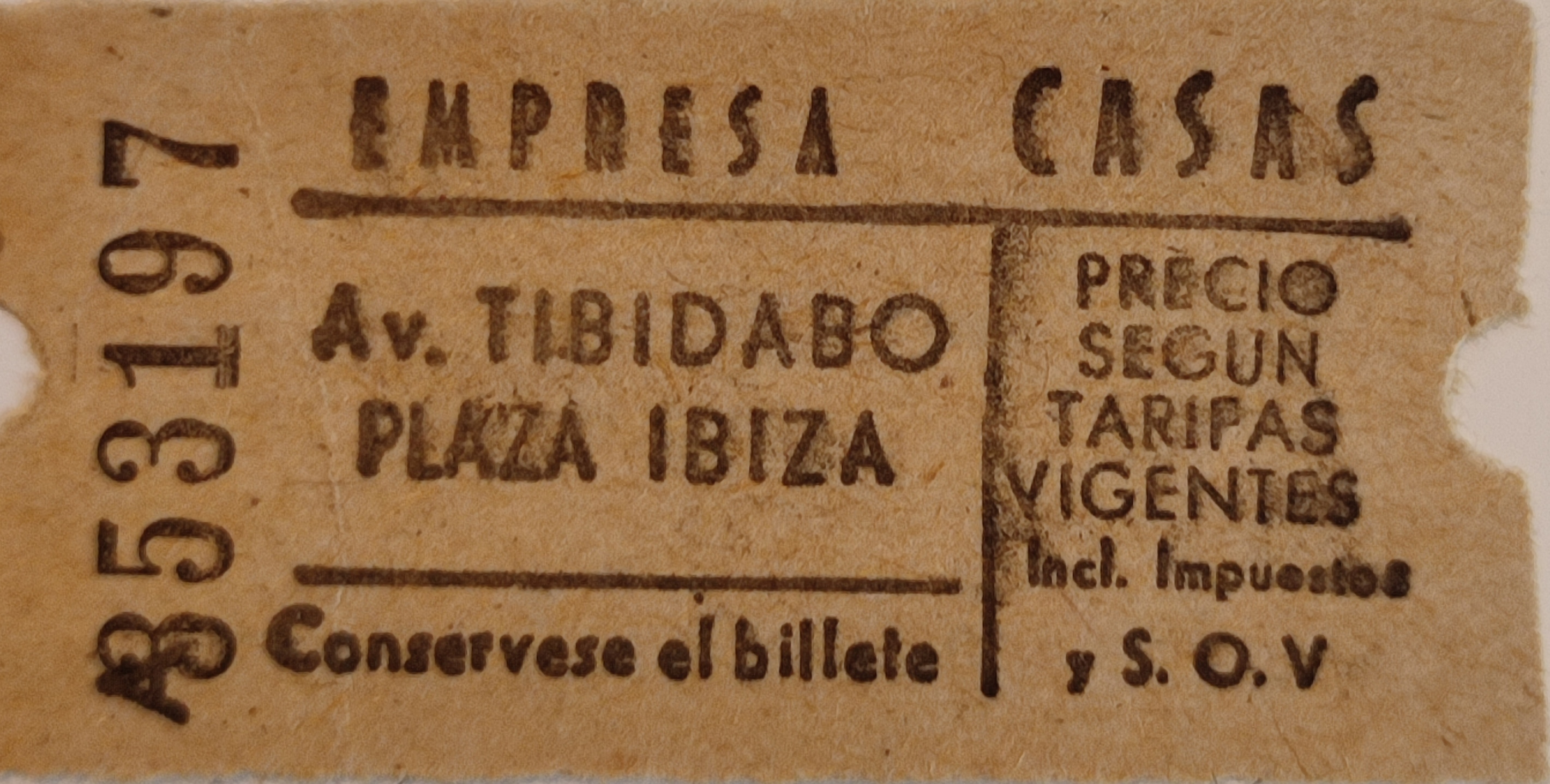
Bitllet de la línia d'autobús Av. Tibidabo - Plaça d'Eivissa

Fins al 1966 el preu del bitllet variava segons el trajecte i el dia (feiner o festiu). El 1966 s'implantà la tarifa única de 3 pessetes. El 1970 pujà a 3,50 pessetes. El 1971 l'Ajuntament de Barcelona decidí unificar la tarifa amb les de les línies urbanes de Barcelona, amb un bitllet únic de 5 pessetes per als dies feiners i de 6 pessetes per als festius. El 1987 es van introduir els bitllets multi viatge.
Les cotxeres inicialment eren un petit garatge del carrer Salses, i quan augmentà la flota estacionaven al carrer, amb permís municipal. L'empresa comprà una finca al carrer de Campoamor, enderrocà la casa i el jardí, però les queixes veïnals van impedir construi-hi la cotxera.
L'1 de febrer de 1999 va deixar de funcionar els dies festius, i l'1 d'abril de 2001 la línia va passar a ser gestionada per Transports Metropolitans de Barcelona (TMB), mantenint el recorregut i el número 85 de línia. El 30 de juliol de 2002 es va suprimir la línia, essent substituït part del seu recorregut per la nova línia 185.

## Itinerari
Des del 1953 fins al 1987 l'itinerari del 'Casas' va ser amb inici i final a la plaça d'Eivissa, pujada pel carrer d'Horta, i carrer de Campoamor, fins al passeig de la Vall d'Hebron, fins a arribar al passeig de Sant Gervasi, per on baixava fins a l'avinguda del Tibidabo. La tornada tenia la petita variació de passar pel carrer de Craywinckel i pujar per l'avinguda de la República d'Argentina fins al passeig de la Vall d'Hebron. El 1979 es traslladà l'origen i final al carrer del Tajo, per remodelació de la plaça d'Eivissa.
Ja com a línia 85, des del 1987 fins al 2002, el recorregut varià lleugerament en arribar al final del carrer Campoamor, girant pel passeig de Valldaura fins a la plaça de Karl Marx, per enllaçar aquí el passeig de la Vall d'Hebron. El 1996 es traslladà l'origen i final de l'avinguda del Tibidabo a la plaça de la Bonanova.